# Liste der Bodendenkmäler in Roden (Unterfranken)
Auf dieser Seite sind die Bodendenkmäler in der unterfränkischen Gemeinde Roden zusammengestellt. Diese Tabelle ist eine Teilliste der Liste der Bodendenkmäler in Bayern. Grundlage ist die Bayerische Denkmalliste, die auf Basis des Bayerischen Denkmalschutzgesetzes vom 1. Oktober 1973 erstmals erstellt wurde und seither durch das Bayerische Landesamt für Denkmalpflege geführt wird. Die folgenden Angaben ersetzen nicht die rechtsverbindliche Auskunft der Denkmalschutzbehörde.

## Bodendenkmäler der Gemeinde Roden

### Bodendenkmäler in der Gemarkung Ansbach
| Lage               | Objekt | Akten-Nr.     | Bild |
| ------------------ | --- | ------------- | ---- |
| Ansbach (Standort) | Bestattungsplatz mit Grabhügeln vorgeschichtlicher Zeitstellung.                                                           | D-6-6023-0037 |      |
| Ansbach (Standort) | Befunde der frühen Neuzeit im Bereich der Katholischen Kirche St. Hubertus von Ansbach. Siehe auch: St. Hubertus (Ansbach) | D-6-6023-0070 |      |
| Ansbach (Standort) | Bestattungsplatz mit Grabhügeln vorgeschichtlicher Zeitstellung.                                                           | D-6-6023-0080 |      |

### Bodendenkmäler in der Gemarkung Roden
| Lage             | Objekt | Akten-Nr.     | Bild |
| ---------------- | --- | ------------- | ---- |
| Roden (Standort) | Bestattungsplatz mit Grabhügel vorgeschichtlicher Zeitstellung.                                                                             | D-6-6023-0016 |      |
| Roden (Standort) | Bestattungsplatz mit Grabhügeln vorgeschichtlicher Zeitstellung.                                                                            | D-6-6023-0036 |      |
| Roden (Standort) | Bestattungsplatz mit Grabhügeln vorgeschichtlicher Zeitstellung.                                                                            | D-6-6023-0082 |      |
| Roden (Standort) | Siedlung der Linearbandkeramik, der Hallstattzeit, der frühen Latènezeit, der jüngeren Latènezeit und vermutlich der Bronzezeit.            | D-6-6123-0035 |      |
| Roden (Standort) | Befunde des Mittelalters und der frühen Neuzeit im Bereich der Katholischen Kirche St. Cyriakus von Roden. Siehe auch: St. Cyriakus (Roden) | D-6-6123-0083 |      |
| Roden (Standort) | Bestattungsplatz mit Grabhügeln vorgeschichtlicher Zeitstellung.                                                                            | D-6-6123-0101 |      |
| Roden (Standort) | Bestattungsplatz mit Grabhügeln vorgeschichtlicher Zeitstellung.                                                                            | D-6-6123-0102 |      |

### Bodendenkmäler in der Gemarkung Zimmern
| Lage               | Objekt                                                           | Akten-Nr.     | Bild |
| ------------------ | ---------------------------------------------------------------- | ------------- | ---- |
| Zimmern (Standort) | Bestattungsplatz mit Grabhügeln vorgeschichtlicher Zeitstellung. | D-6-6023-0015 |      |